# イケメン幕末◆運命の恋
『イケメン幕末◆運命の恋』はサイバードより配信されているスマートフォン用ゲームアプリ。
ジャンルは恋愛シミュレーションゲームで、幕末を舞台に新選組隊士や維新志士などの歴史上の人物が攻略できる内容となっている。
iOS / Android版が2013年12月、PlayStation Vitaが2016年12月、PlayStation 4版が2017年11月にサービスが開始されている。

## 登場人物
坂本龍馬
声 - 梅原裕一郎
日本の開国を目指す元土佐藩士。
近藤勇
声 - 足立優樹
局長として新撰組を束ねる人物。
土方歳三
声 - 前野智昭
鬼と呼ばれる新撰組の副長。
沖田総司
声 - 小林裕介
新撰組一番隊の隊長。
齊藤一
声 - 古川慎
新撰組三番隊の隊長。
山崎烝
声 - 菊池幸利
新撰組の諸士調役兼監察。
大久保利通
声 - 堀江瞬
冷静沈着な薩摩藩士。
桂小五郎
声 - 駒田航
熱い志を持つ豪傑の長州藩士。
高杉晋作
声 - 伊東健人
藩を逃れ京に潜伏する長州藩士。
吉田松蔭
声 - 蒼井翔太
新松下村塾を立ちあげ、突然京に現れた、死んだと思われていたはずの人物。
霧里／玄明（きりさと／はるあきら）
声 - 天﨑滉平
華やかな遊郭に潜む女装の花魁と美しい人斬り。
『イケメン幕末外伝 霧里』（2016年2月16日配信）では彼女がメインキャラクター。
徳川慶喜
声 - 堀江一眞
最後の将軍。
武市半平太
声 - 木村良平
土佐勤王党の頭目。
藤堂平助
声 - 八代拓
新撰組八番隊の隊長。
岡田以蔵
声 - 内田雄馬
暗殺を得意とする土佐藩士。
東雲幸男
声 - 武内駿輔
老舗呉服屋の若旦那。
主人公(お嬢)
タイムスリップしたあなた。
篠宮恭（しのみや きょう）
声 - 八代拓
共にタイムスリップをしてしまった学生時代の後輩男子。